# الموسطة (ذمار)
الموسطه هي إحدى قرى الجمهورية اليمنية. تتبع جغرافيا لمحافظة ذمار وإداريًا لمديرية عتمة. يبلغ تعداد سكانها 1816 نسمة حسب الإحصاء الذي أجري عام 2004.